# Rosendo Mercado
Rosendo Mercado Ruiz (Madrid, 23 de febrero de 1954), más conocido simplemente como Rosendo, es un guitarrista, cantante y compositor español de rock. Formó parte de los grupos Ñu y Leño, y es considerado uno de los más importantes representantes del rock español.
Con Leño obtuvo sus primeros reconocimientos donde comenzó tocando un rock influido por varias bandas de los años 1970 de hard rock y blues rock aunque también dejándose influir por las nuevaoleras de los años 1980.
Durante sus primeros trabajos discográficos en solitario de los ochenta, prosiguió con el estilo más clásico «rocanrolero» pero sin renunciar al uso de teclados. Con el tiempo, y tras desarrollar ampliamente su carrera en solitario así como dejar de lado el uso de teclados, acabó por ser calificado de «rockautor»
 por la importancia que le daba a los textos sobre la música, y su estilo de rock duro a mediotiempo centrado en sus riffs y líneas vocales.
A pesar de que con Leño colocó el sencillo «¡Que tire la toalla!» en el primer puesto de las listas de Los 40 Principales en 1982; su última etapa como solista ha sido la que más éxito comercial ha tenido, obteniendo su primer disco de oro con el álbum en directo Siempre hay una historia… en directo (1999). Otros discos que obtuvieron posteriormente la certificación fueron Directo (1989), Canciones para normales y mero dementes (2001), Veo, veo... mamoneo!! (2002), Otra noche sin dormir (2008) y Directo en las Ventas 27-9-14 (2014)
A nivel de crítica, algunas de sus obras más citadas por el periodismo musical han sido Leño (1979), Más madera (1980), Corre, corre (1982), Loco por incordiar (1985), Jugar al gua (1988) o Para mal o para bien (1994).

## Biografía

### Primeros pasos
Rosendo nació en Madrid, hijo de emigrantes de Bolaños de Calatrava. Se crió en los barrios de Lavapiés y Carabanchel, y en este último residió durante muchas décadas hasta su retiro en el pequeño pueblo burgalés de Montorio, localidad natal de su esposa, Esther Pérez. Tras abandonar los estudios en la escuela de ingeniería ICAI, en 1972 se incorporó como guitarrista a Fresa, un conjunto que tocaba versiones de canciones de moda y en ocasiones acompañaba a solistas. Tras diversos cambios, que incluyeron la incorporación como cantante de José Carlos Molina, la banda pasó a denominarse Ñu. Rosendo compaginó la creación de la banda con el servicio militar. En 1974 descubrió la música de Rory Gallagher, que se convirtió en una de sus mayores influencias junto a otros grupos como Jethro Tull, Canned Heat, Cream, Deep Purple o Black Sabbath.

### Etapa en Leño
Tras cumplir el servicio militar en 1975, participó en la grabación del primer sencillo de Ñu. Sus relaciones con José Carlos Molina no eran buenas y en 1977 Rosendo abandonó la formación para crear Leño. El nombre de Leño fue dado sin saberlo por Molina, al desechar varias canciones de Rosendo, diciéndole que «estas canciones son un leño». Con él, que además de la guitarra se encargaría de la voz en el nuevo grupo, se fueron Chiqui Mariscal, que tocaba el bajo, y Ramiro Penas como batería.
Debutaron en 1978 como teloneros de Asfalto. Fueron contratados por Vicente Romero, que estaba poniendo en marcha Chapa Discos y publicó el disco colectivo Viva el rollo, Vol II: Rock del Manzanares, donde se incluyeron dos canciones de la banda: «Este Madrid» y «Aprendiendo a escuchar».
En 1979 se lanzó el primer disco de larga duración de Leño, usando como título el nombre del grupo. El álbum, producido por Teddy Bautista, contiene canciones con largos desarrollos instrumentales, entre las que destacan «El tren» y «Este Madrid». Durante la grabación, Chiqui Mariscal abandonó el grupo y fue sustituido por Tony Urbano, hecho reflejado en la portada del disco.
Más madera, el segundo álbum de Leño, apareció en 1980, en plena explosión de la nueva ola. Muy influido por los arreglos realizados por Teddy Bautista, las canciones son más cortas y el estilo menos pesado.

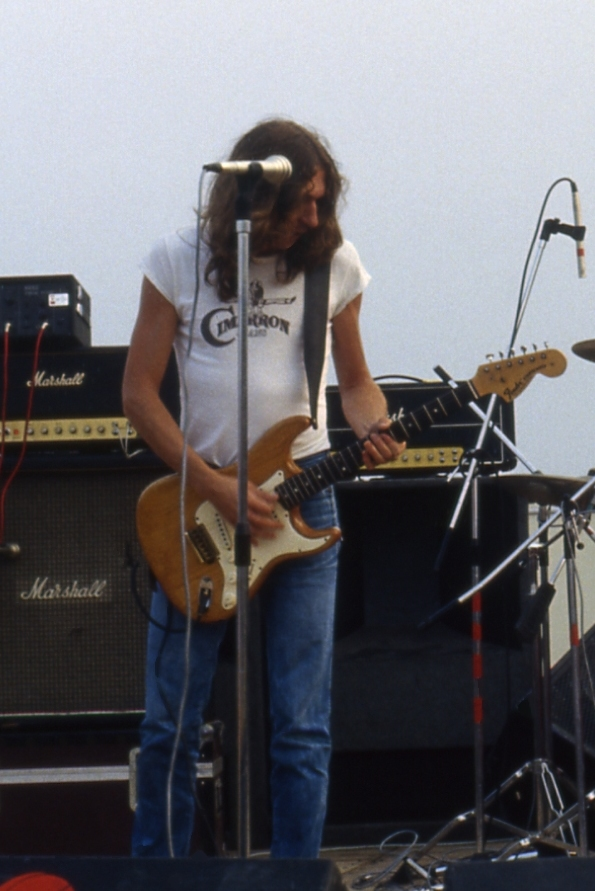
Rosendo actuando en 1981 como miembro de Leño.

En 1981 grabaron en la sala Carolina el disco En directo. A pesar de no contar con un sonido óptimo, el disco tuvo buenas ventas. Entre las canciones incluidas está una de las más conocidas de Rosendo, «Maneras de vivir», que solo había sido grabada anteriormente en estudio para un disco sencillo de adelanto. Participaron en el disco Luz Casal (coros) y Teddy Bautista (teclados).
El último disco oficial de Leño, ¡Corre, corre!, se realizó con más medios gracias al éxito del anterior. Se grabó en Londres, contando con la producción de Carlos Narea, y en él destacan canciones como «Sorprendente» y «¡Qué desilusión!».
En 1983 participaron en Rock de una noche de verano, una gira organizada por Miguel Ríos que se convirtió en un hito en la historia del rock en español, al poner en marcha una serie de conciertos por toda España utilizando grandes medios de sonido y luz. En otoño de 1983, cuando estaban en su momento de mayor éxito, el grupo decidió separarse.
Posteriormente, en 1997, se puso a la venta el recopilatorio Maneras de vivir, que recogía lo mejor de la banda y algunos sencillos que quedaron fuera de sus álbumes como «Aprendiendo a escuchar» o la versión de estudio de «Maneras de vivir».
En 2006, y tras una dura y larga batalla legal, los componentes de Leño consiguieron poner a la venta Vivo '83, un directo grabado en su última gira, al que acompaña un DVD que repasa la trayectoria del grupo.
En 2010, y a iniciativa del propio grupo, sale a la venta Bajo la corteza, un disco donde 26 artistas interpretan canciones de Leño. Para su presentación, el 17 de febrero de 2010, se produjo el corto pero histórico reencuentro de Leño en la sala Caracol de Madrid. El bajista Tony Urbano, el baterista Ramiro Penas y el vocalista y guitarrista Rosendo Mercado volvieron a compartir escenario 27 años después para interpretar cinco de sus clásicos: «La Fina», «¡Qué Desilusión!», «Maneras de vivir», «El Tren» y «Sorprendente». Esta reunión se mantuvo en secreto hasta el mismo momento del comienzo de la actuación, para gran sorpresa de los asistentes.

### Etapa en solitario

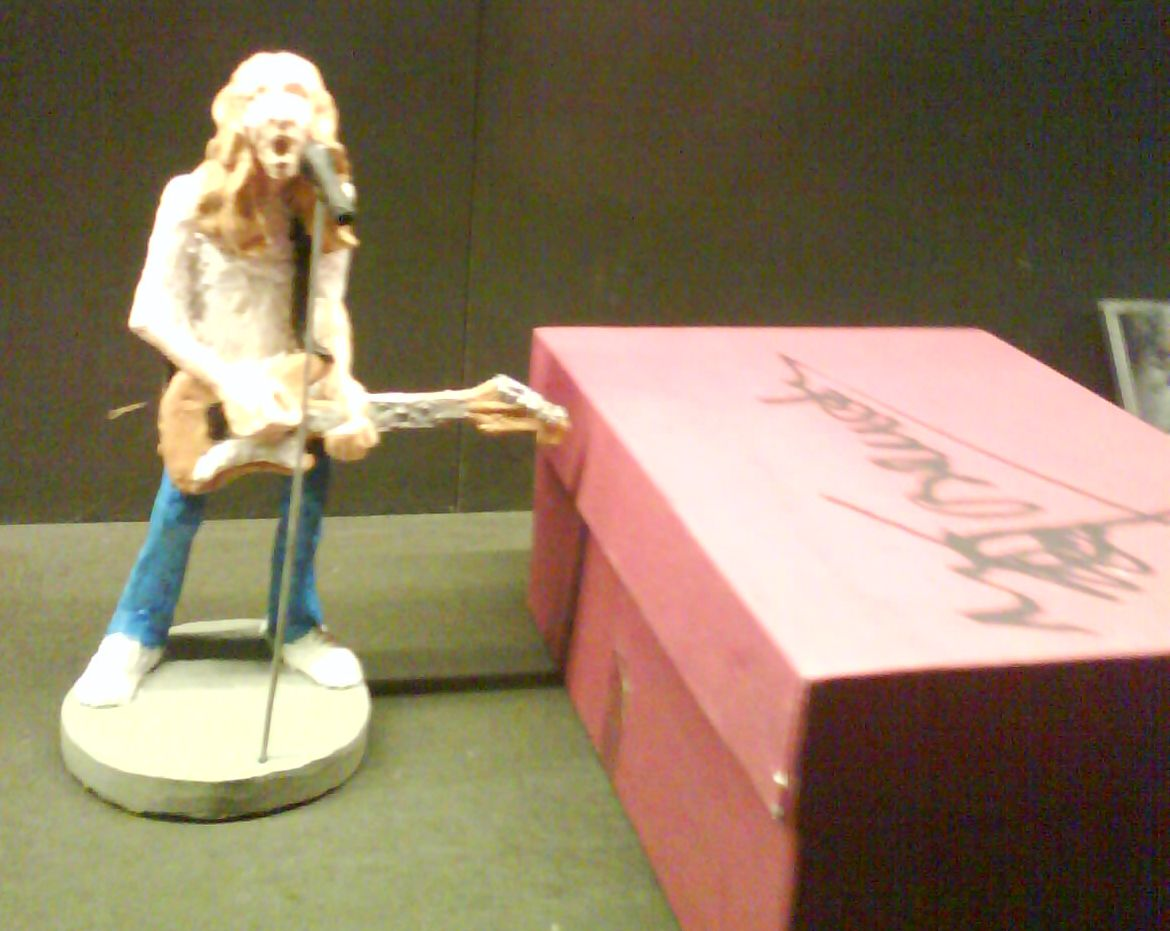
Rosendo en el Museo del rock de Barcelona

Algunos problemas con su anterior discográfica (Zafiro, a la que pertenecía Chapa Discos), retrasaron hasta 1985 la salida del primer disco en solitario de Rosendo, Loco por incordiar, editado por RCA, grabado en Alemania y producido por Carlos Narea. Fue el momento de mayor reconocimiento de su carrera en solitario, gracias a canciones como «Agradecido», «Pan de higo» o la que da título al álbum. Sus últimos discos para RCA fueron «Fuera de lugar», publicado en 1986, y ...A las lombrices, lanzado en 1987. La producción corrió a cargo de Jo Dworniak. En este disco se incorporó al grupo el bajista Rafael J. Vegas, que ha seguido acompañándolo desde entonces.
Tras dejar RCA, Rosendo pasó a grabar con Twins. El primer álbum con esta nueva discográfica fue Jugar al gua (1988), que contenía algunas canciones con un estilo diferente a lo anterior (por ejemplo, el reggae «Del pulmón»), pero también uno de sus temas clave, «Flojos de pantalón». El segundo disco para Twins fue Directo (1989), que incluía canciones de toda su trayectoria hasta entonces, incluyendo dos de Leño.
Rosendo volvió a cambiar de discográfica cuando Twins se unió a DRO, compañía con la que ha seguido grabando hasta la actualidad (2007). El primer álbum para DRO, Deja que les diga que no, apareció en 1991. La producción fue compartida con Eugenio Muñoz, que también participaría en varios discos posteriores. Un año después apareció La tortuga, disco que contiene una canción radiada con frecuencia en aquella época, «Majete», lo que le proporcionaría de nuevo cierto éxito.
Con Para mal o para bien (1994) grabó por primera vez en el estudio de El Cortijo del Aire, en el Cabo de Gata. Algunas canciones destacadas del disco son «¿De qué vas?» y «Hasta de perfil». Este último es un tema de crítica al poder y en él cuenta con la colaboración de tres componentes de Celtas Cortos.
Su siguiente álbum, Listos para la reconversión se publicó en 1996. Para la promoción de este LP, su entonces mánager Jaime Arias encargó una figura al escultor José V. González. Tras este disco abandonaron la banda dos músicos que llevaban acompañándole muchos años, el teclista Gustavo Di Nóbile y el batería Miguel Ángel Jiménez. Tras publicar al año siguiente la banda sonora de la película Dame algo, dirigida por Héctor Carré, en 1998 comenzó una nueva etapa en la que utilizó el formato de trío (bajo, batería y guitarra, renunciando al teclado) y cambió temporalmente su guitarra de toda la vida, una Fender Stratocaster, por una Gibson, si bien le cambió las pastillas originales por las del modelo Stratocaster, declarando que «siendo fiel a Fender, lo que le atrae de la Gibson es la estética». Posteriormente regresaría a la Fender porque no se acostumbraba a la Gibson, especialmente por el tacto. El primer disco de esta nueva etapa fue A tientas y barrancas (1998), al que siguió en 1999 Siempre hay una historia... en directo, que se grabó en el patio de la cárcel de Carabanchel y consiguió el primer disco de oro en la carrera del madrileño.
En el año 2000 la ciudad de Leganés puso su nombre a una calle del municipio. En el acto de inauguración Rosendo declaró: «No puedo decir nada más que gracias. Estas cosas solo pasan una vez en la vida, y si pasan. Me siento avergonzado, orgulloso y contento».
Canciones para normales y mero dementes se publicó en 2001. Es un disco que, a pesar del endurecimiento del sonido, mantuvo el buen nivel de ventas conseguido con el directo. Canciones para normales y mero dementes abrió una nueva etapa que se refrendó con su siguiente álbum: Veo, veo... Mamoneo (2002), también disco de oro, en buena parte gracias al sencillo «Masculino singular». En 2005 se lanzó Lo malo es... ni darse cuenta, que podría considerarse como componente de una trilogía,[¿por quién?] junto a los dos anteriores.
Mientras tanto, en 2004, su discográfica puso a la venta Salud y buenos alimentos, una caja con dos CD recopilatorios, uno de rarezas y un DVD con videoclips y un concierto grabado en México.
En 2006 recibió la Medalla de Oro al Mérito en las Bellas Artes
El 29 de mayo de 2007 vio la luz su nuevo disco, El endémico embustero y el incauto pertinaz, grabado durante los meses de diciembre de 2006 y enero de 2007 y que constó de 11 temas. El sonido era similar al que venía esgrimiendo en sus últimos discos, si bien se buscó que los temas fueran más lentos. El disco salió en una caja similar a los libros del medievo.

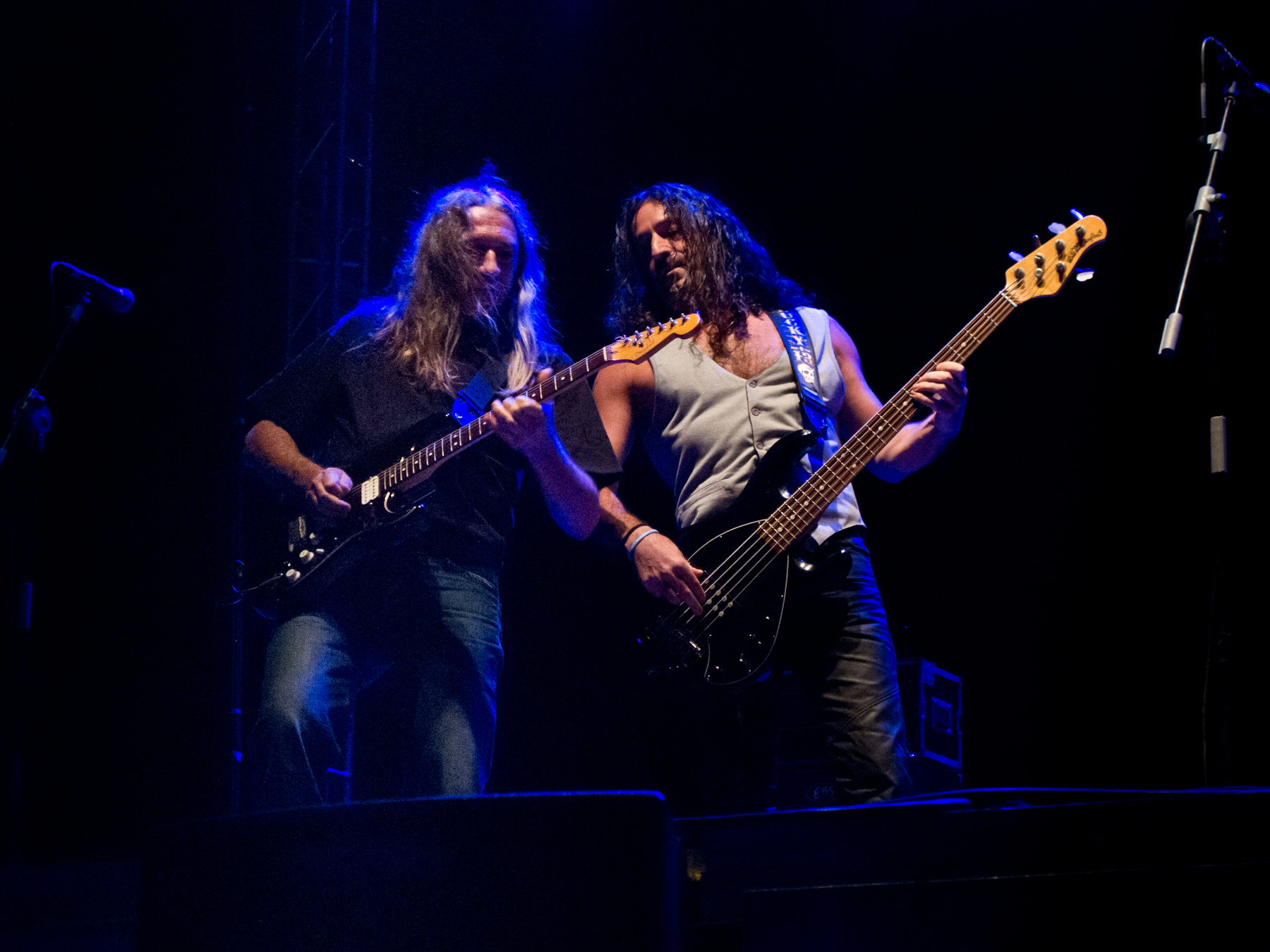
Rosendo actuando junto al bajista Rafa J. Vegas en 2012.

En 2008 se lanzó a recorrer España en una gira junto a Barricada y Aurora Beltrán (excantante de Tahúres Zurdos). La gira, conocida como Otra noche sin dormir, arrancó el 4 de abril en el Velódromo de Anoeta de San Sebastián, para finalizar el 26 de septiembre en la plaza de toros de Las Ventas, en Madrid. En esta gira aprovechó para rememorar todos sus grandes éxitos, tanto de la etapa con Leño como en solitario. El 2 de diciembre de 2008 se lanzaría por fin un pack con 2 DVD y un CD del concierto de Las Ventas.
Tras tres años sin material nuevo, en los que Rosendo estuvo girando con Barricada y Aurora Beltrán y preparando el disco de versiones de Leño, el 29 de junio de 2010 puso a la venta A veces cuesta llegar al estribillo, un disco con once nuevas canciones.
A finales de 2011 lanzó un concierto grabado meses antes en el Palau de la Música de Barcelona, en edición CD + DVD. También puso a la venta una caja que recogía todos sus discos de estudio en solitario (periodo 1985-2011), con el añadido del propio CD del Palau.
Tras tres años sin material nuevo, el 1 de octubre de 2013 se publicó su decimoquinto álbum de estudio, Vergüenza torera.
El 27 de septiembre de 2014 realizó un concierto en Las Ventas para celebrar su 40 aniversario en el mundo de la música en el que participaron como invitados Kutxi Romero, Fito Cabrales, Miguel Ríos, Luz Casal, El Drogas, y su hijo Rodrigo. El 2 de diciembre del mismo año se puso a la venta en un doble CD + DVD. El 21 de octubre de 2015 recibió de manos de El Gran Wyoming el disco de oro por las ventas de dicho álbum, el cuarto a lo largo de su carrera en solitario.
El 5 de marzo de 2018 Warner Music anunció su retirada de los escenarios con una gira de despedida, llamada Mi tiempo, señorías...
El 24 de agosto de 2019 el ayuntamiento de Bolaños de Calatrava le concedió su nombre a una calle del municipio.
En 2020 reconoció en un documental que sigue componiendo, que le gustaría sacar un nuevo disco pero que sería con otro formato de banda y con un planteamiento de gira muy diferente.
A finales de 2022 sale a la venta el libro Rosendo. Quiero que sueñes conmigo, de Kike Babas y Kike Turrón, un acercamiento biográfico a la vida y obra de Rosendo en formato pregunta-respuesta que reúne todas las entrevistas realizadas durante dos décadas por los citados críticos musicales. El libro lleva prólogos de Kutxi Romero, Nancho Novo, Moncho Alpuente y Josele Santiago.

## Discografía
Con Leño
- Leño (1979)
- Más madera (1980)
- ¡Corre, corre! (1982)

En solitario
- Loco por incordiar (1985)
- Fuera de lugar (1986)
- ... A las lombrices (1987)
- Jugar al gua (1988)
- Deja que les diga que no! (1991)
- La tortuga (1992)
- Para mal o para bien (1994)
- Listos para la reconversión (1996)
- A tientas y barrancas (1998)
- Canciones para normales y mero dementes (2001)
- Veo, veo... mamoneo!! (2002)
- Lo malo es... ni darse cuenta (2005)
- El endémico embustero y el incauto pertinaz (2007)
- A veces cuesta llegar al estribillo (2010)
- Vergüenza torera (2013)
- De escalde y trinchera (2017)
- Ni presunto ni confeso (2018)
- Mi Tiempo Señorías... (2019)